# Gründerzeit
Gründerzeit (em alemão, pronuncia-se AFI: ['grʏndɐˌtsaɪ̯t]; em português: 'tempo dos fundadores) refere-se, na Alemanha e na Áustria, ao período anterior à Grande depressão de 1873–1896. Não há uma data precisa de início do Gründerzeit. Na Áustria, bem como na Boêmia e a Morávia, a Revolução de Março (1848) é considerada como o marco inicial desses tempos de prosperidade. Em diferentes contextos históricos, o termo pode ainda ser aplicado a diferentes períodos: 1871–1873, 1850–1873, 1871–1890 ou, para a arquitetura, 1850–1914. 
Em sentido mais restrito, a expressão  Gründerjahre ('anos dos fundadores') designa os primeiros anos que se seguiram à formação do Império Alemão (1871 – 1918), quando ocorre um boom econômico sem precedentes, sobretudo em razão da entrada de capitais decorrente do pagamento de reparações de guerra pela França, após a Guerra Franco-Prussiana (1870–1871), e da subsequente Unificação Alemã.
No domínio da cultura e da arquitetura, o Gründerzeit é, por vezes, estendido até 1914, sendo associado à arquitetura alemã produzida no período. Na linguagem comum, o termo Gründerzeitstil ('estilo do tempo dos fundadores') frequentemente se confunde  com o estilo historicista, que foi predominante entre 1850  e 1914.

## Economia
A descoberta, em meados do século XIX, de grandes depósitos profundos de carvão betuminoso no vale do Ruhr seria um estímulo decisivo para a industrialização alemã. Além de ser uma vital fonte de energia, o carvão produzia um coque ideal para altos-fornos. Minério de ferro também seria encontrado em alguma medida.
Além disso, foi fundamental o desenvolvimento do sistema ferroviário, que, além de impulsionar os negócios, propiciou a melhoria das comunicações e as migrações campo-cidade, com a consequente formação de um proletariado urbano e a intensificação das tensões sociais.
O colapso do mercado de capitais de 1873, juntamente com o superaquecimento da economia decorrente da entrada das enormes reparações de guerra francesas, colocaram um fim abrupto nesse crescimento. A crise que se seguiu (em alemão, Gründerkrise: 'crise dos fundadores') resultaria em um período de 20 anos de estagnação econômica, o que suscitou uma profunda revisão crítica das teses do liberalismo econômico e a consequente introdução de mecanismos de controle da atividade econômica e de tarifas alfandegárias protecionistas. A quebra de bolsa de Viena provocou o Pânico de 1873 nos Estados Unidos, marcando o início da chamada Grande Depressão (1873-1896).

## Design e arquitetura

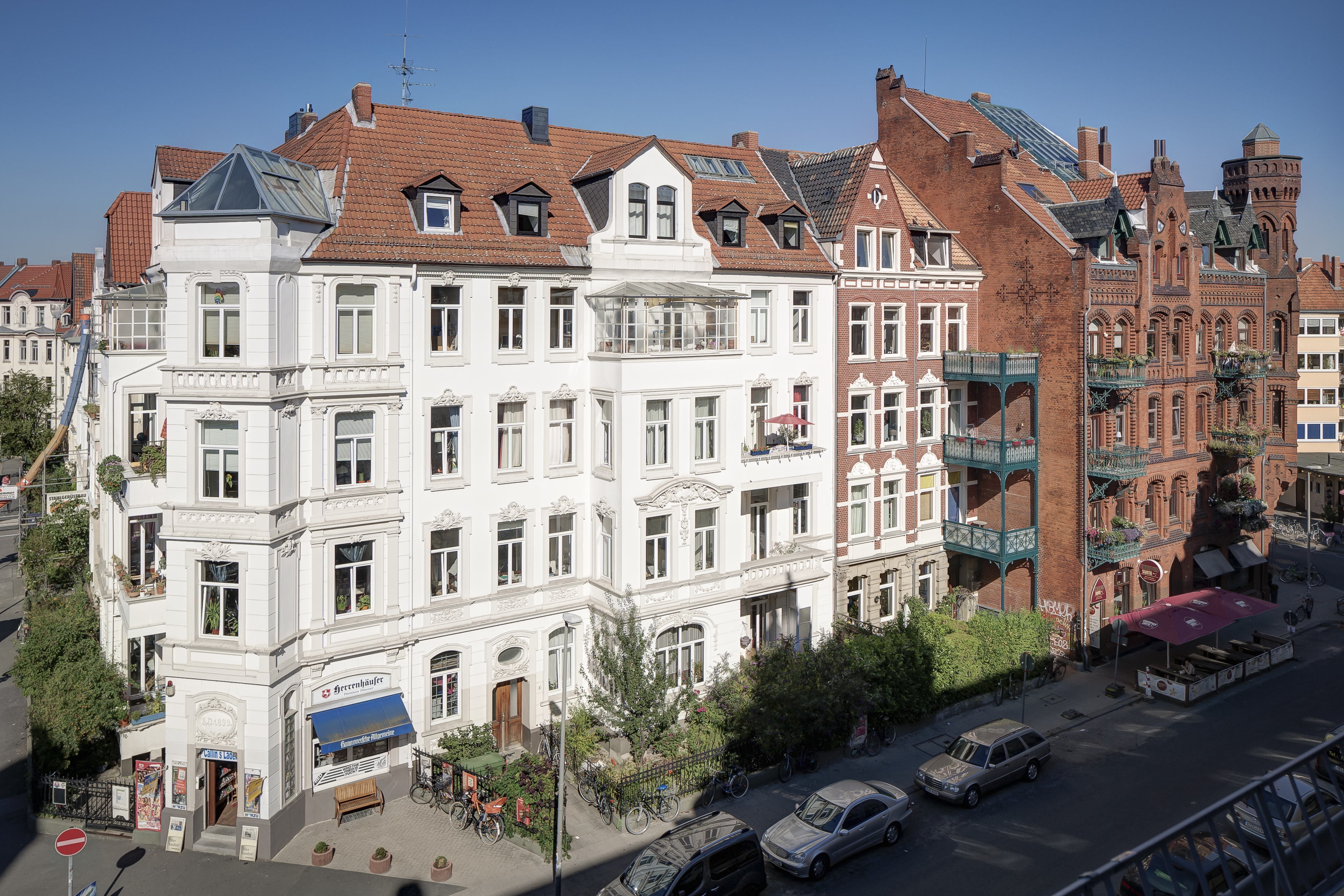
Arquitetura historicista em Nordstadt, Hanover

A demanda por habitação cresceu em consequência da industrialização. Grandes empreendimentos habitacionais construídos no estilo da época, o Gründerzeitstil ocuparam os campos e, até hoje, nas cidades da Europa Central, um grande número dessas edificações ainda pode ser encontrado, agrupadas ao longo de uma única via ou ocupando distritos inteiros. Esses edifícios de quatro a seis pavimentos, muitas vezes construídos por empreendedores privados, frequentemente exibem as fachadas ricamente decoradas, características da arquitetura historicista, em suas variações neogótica, neorrenascentista ou neobarroca. É importante destacar a incorporação de novas tecnologias à arquitetura e ao design, propiciadas pelos desenvolvimentos da metalurgia. Construíram-se então magníficos palácios destinados aos novos-ricos, ao mesmo tempo em que se produziam infames guetos destinados aos mais pobres.